# Вікторово (Ґрудзьондзький повіт)
Вікторово (пол. Wiktorowo, нім. Viktorowo) — село в Польщі, у гміні Ґрута Ґрудзьондзького повіту Куявсько-Поморського воєводства.
Населення — 264 особи (2011).
У 1975-1998 роках село належало до Торунського воєводства.

## Демографія
Демографічна структура станом на 31 березня 2011 року:
|          | Загалом | Допрацездатний вік | Працездатний вік | Постпрацездатний вік |
| -------- | ------- | ------------------ | ---------------- | -------------------- |
| Чоловіки | 141     | 38                 | 97               | 6                    |
| Жінки    | 123     | 26                 | 76               | 21                   |
| Разом    | 264     | 64                 | 173              | 27                   |